# Welzberg
Welzberg je naselje občine Cirkno v okraju Šmohor na Koroškem v Avstriji.